# 阪急西宮球場

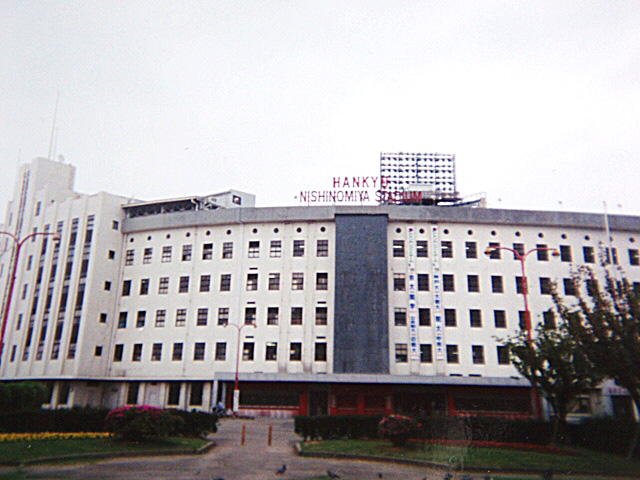

阪急西宮球場（日语：阪急西宮スタジアム、はんきゅうにしのみやスタジアム）是一座位於日本兵庫縣西宮市的一座已被拆除的棒球場，由阪急電鐵所有。具體位置是阪急西宮北口站東南側。球場完工於1937年4月30日，工期僅5個月。這座球場是阪急勇士隊的主場球場。